# Umm Kulthum bint 'Ali

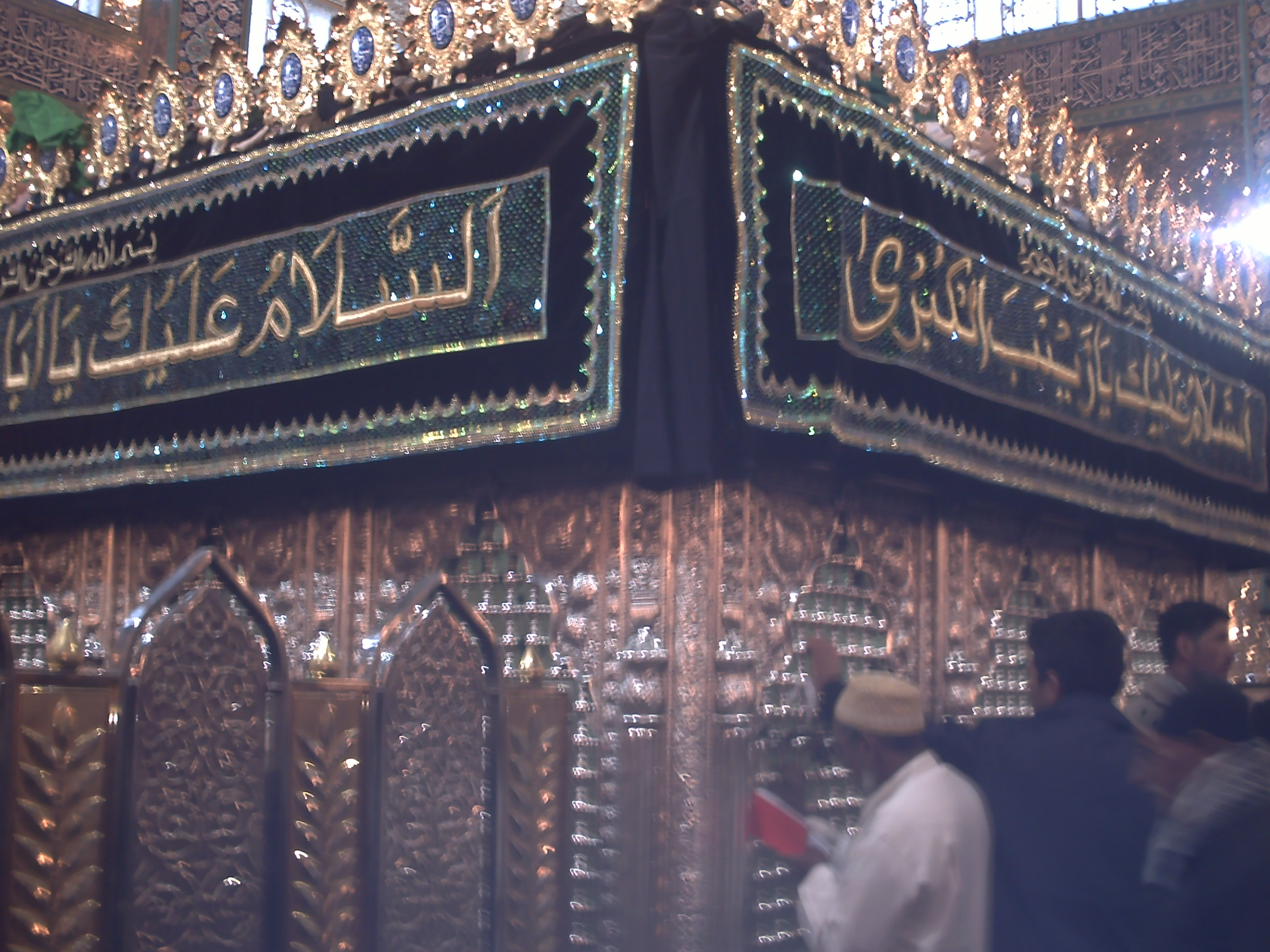
Moschea di Sayyida Zaynab al-Kubrā, Damasco (alcuni credono invece che sia la moschea eretta sul luogo di sepoltura di Umm Kulthūm)

Umm Kulthūm bint ʿAlī (in arabo أم كلثوم بنت علي‎?; fl. VII secolo) è stata la quartogenita (la seconda delle femmine) di ʿAlī ibn Abī Ṭālib e di Fāṭima, l'ultima delle quattro figlie del Profeta.

## Biografia
Umm Kulthūm bint ʿAlī fu la giovanissima moglie (di appena 11 anni) di ʿOmar ibn al-Khaṭṭāb, più tardi andata sposa al cugino ʿAwn b. Jaʿfar e, in seguito, all'altro cugino, fratello di ʿAwn, Muhammad b. Jaʿfar.

## Luogo di sepoltura
Umm Kulthūm è inumata nel cimitero di Bāb Saghīr a Damasco (Siria).
Gli ismailiti-fatimidi Dawudi Bohra credono che il mausoleo di Damasco dedicato a Zaynab al-Kubrā sia in realtà di Umm Kulthūm e che il mausoleo della prima figlia di Ali, Zaynab bt. ʿAlī, sia invece al Cairo (Sayyida Zaynab).
Sayyida Zaynab nacque nell'anno 6 dell'Egira nella casa del Profeta a Medina. Secondo Ibn al-Hawrānī. e al-Mawṣilī è chiamata "Zaynab maggiore" (al-Kubrā) per distinguerla da "Zaynab mediana" - sua sorella nata nel 9 E., chiamata Umm Kulthūm", in memoria di sua zia materna … e da "Zaynab minore" (al-Sughrā), il cui mausoleo si trova nel villaggio di Arrawiyya, presso Damasco.